# 群馬大津站
群馬大津站（日语：／ Gunma-Ōtsu eki */?）是位於群馬縣吾妻郡長野原町大字長野原1484番2號，東日本旅客鐵道（JR東日本）的吾妻線車站。

## 歷史
- 1971年（昭和46年）3月7日：車站啟用[1]。
- 1987年（昭和62年）4月1日：伴隨國鐵分割民營化，車站由東日本旅客鐵道（JR東日本）營運[2]。
- 2014年（平成26年）10月1日：此站編入至東京近郊區間[3]。

在此站啟用時，東海道本線已經設有大津站，因此冠上縣名「群馬」。但是，本來國鐵的慣例是冠上舊國名「上野」，但是由於會與東京都上野站進行混淆，因此使用了縣名，同縣相同情況包括吾妻線群馬原町站、八高線群馬藤岡站、信越本線群馬八幡站和上越線群馬總社站。

## 車站構造
車站是一座地面車站，設有1面1線的單式月台。月台上設有候車室，沒有車站大樓。
此站是由長野原草津口站管理的無人車站。

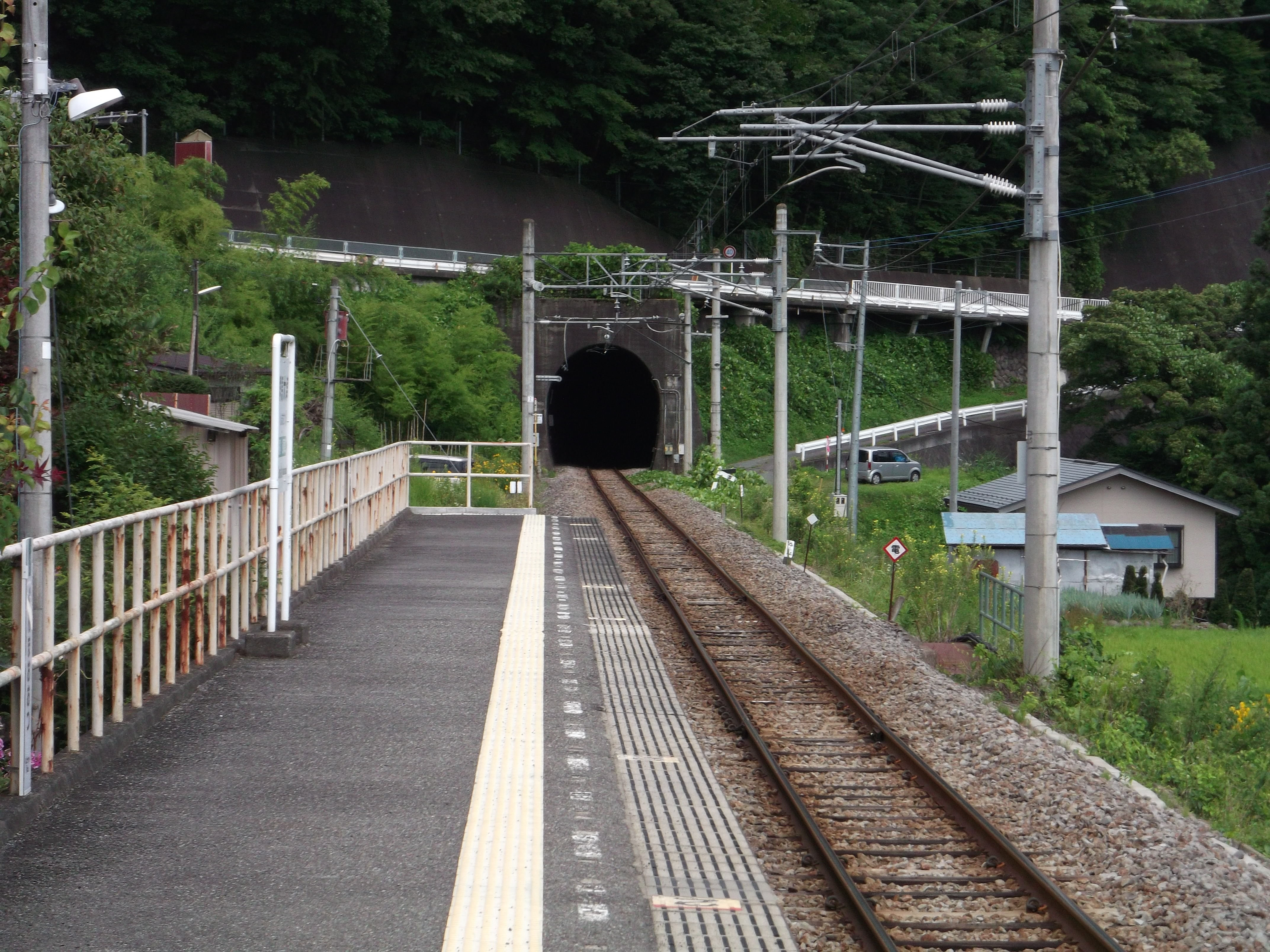
月台望向長野原草津口站一方（2012年8月）
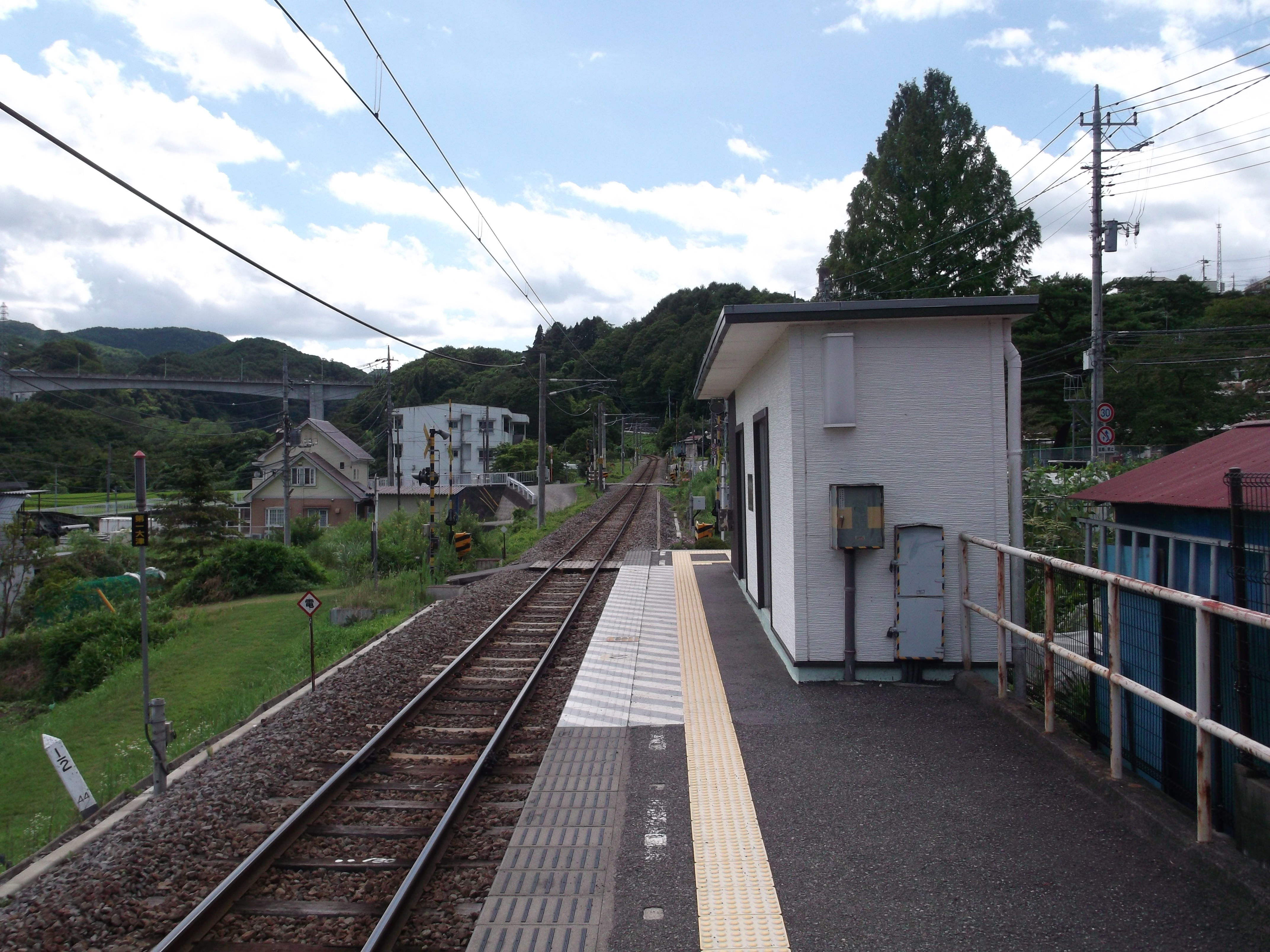
月台望向羽根尾站一方（2012年8月）
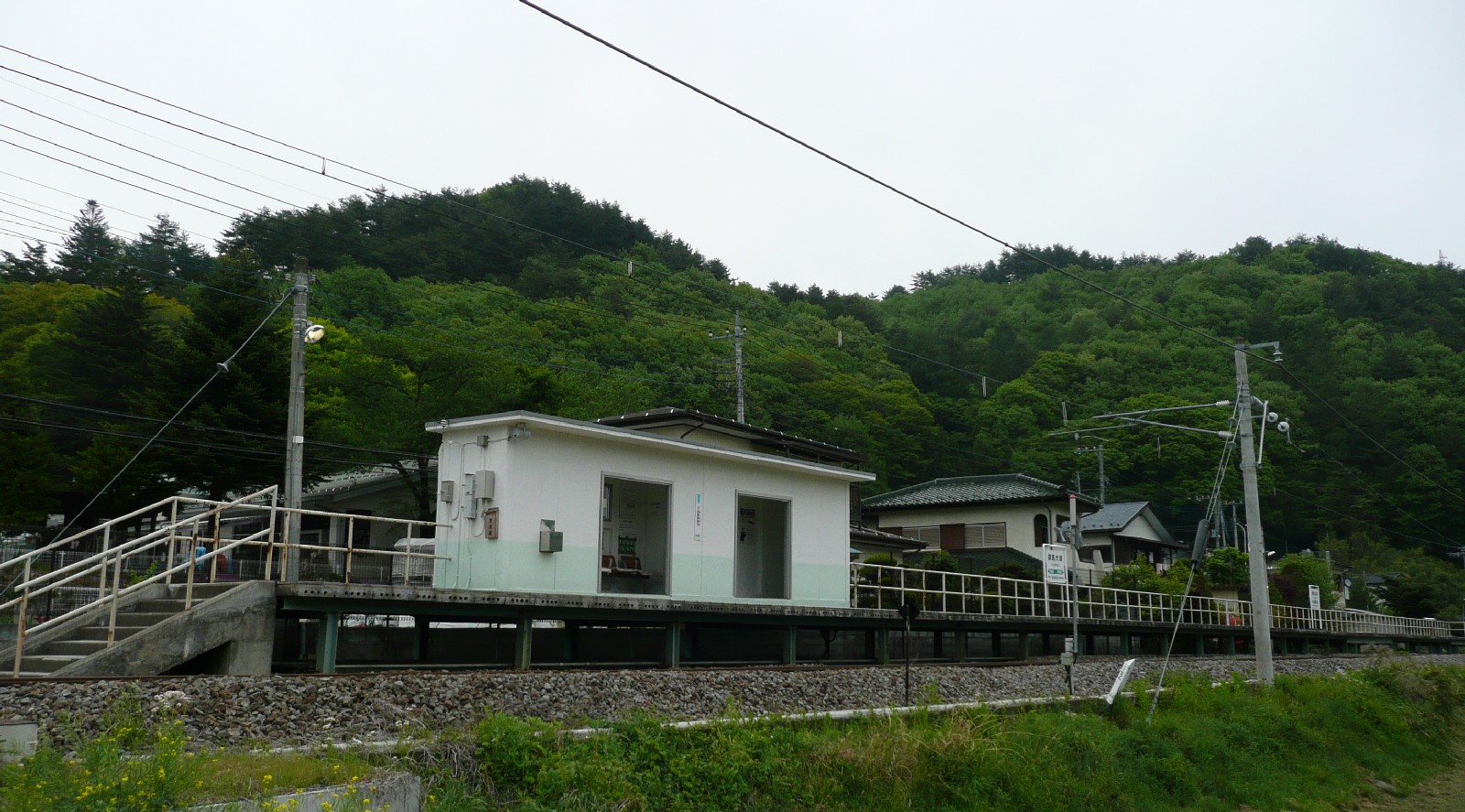
候車室翻新前（2009年5月）

## 使用狀況
以下為1日平均乘車人次：
| 年度   | 一日平均 乘車人次 |
| ------ | ----------------- |
| 2002年 | 52                |
| 2003年 | 52                |
| 2004年 | 58                |
| 2005年 | 57                |
| 2006年 | 49                |
| 2007年 | 67                |
| 2008年 | 72                |
| 2009年 | 84                |
| 2010年 | 90                |
| 2011年 | 86                |

## 車站周邊
車站位於大津地區村落，在國道145號舊道上設有民居和商店。
- 長野原郵局
- 長野原町立中央小學[1]
- 群馬縣警長野原警署[1]
- 群馬縣立長野原高等學校（日语：群馬県立長野原高等学校）[1]
- 國道145號（日语：国道145号）
- 大津水壩

## 巴士路線
最接近車站的巴士站是「堂西」巴士站。在離開車站後轉右（長野原草津口方向），然後經過斜坡，於國道145號路口左轉便可到達。
- JR巴士關東 志賀草津高原線（日语：志賀草津高原線） 前往草津溫泉（日语：草津温泉駅）、長野原草津口站（只限各站停車班次停靠）
- 草輕交通（日语：草軽交通） 前往北輕井澤（日语：北軽井沢）、長野原草津口站（各站停車班次）

## 相鄰車站
東日本旅客鐵道（JR東日本）
■吾妻線
長野原草津口－群馬大津－羽根尾

## 注腳
1. 1 2 3 4 5 6 7 8 9 10 11  . 週刊朝日百科. 12号 大宮駅・野辺山駅・川原湯温泉駅ほか. 朝日新聞出版. 2012-10-28: 24 （日语）.
2. ↑  『交通年鑑 昭和63年版』 交通協力會，1988年3月。
3. ↑   (PDF) (新闻稿). 東日本旅客鐵道. 2014-05-26  [2020-05-24]. （原始内容 (PDF)存档于2019-06-29） （日语）.
4. ↑  群馬縣統計年鑑

## 外部連結
- 車站資訊（群馬大津）：東日本旅客鐵道（日語）